# Emai
L’emai, aussi appelé ora, ivbiosakon, kunibum ou aoma, est une langue édoïde parlée dans l’État d’Edo au Nigeria.

## Écriture
| a | b | ch | d  | e | e̱ | f | g | gb | gh | h | i | j | k  | kh | kp | l |
| m | n | nw | ny | o | o̱ | p | r | s  | sh | t | u | v | vb | w  | y  | z |

La nasalisation est indiquée avec un n après la voyelle nasale : ‹ an, e̱n, in, o̱n, un ›.